# 1781
1781 (MDCCLXXXI) var ett normalår som började en måndag i den gregorianska kalendern och ett normalår som började en fredag i den julianska kalendern.

## Händelser

### Januari
- 17 januari – Amerikanska revolutionen: Striden om Cowpens – Amerikanska trupper ledda av brigadgeneral Daniel Morgan besegrade brittiska trupper ledda av överstelöjtnant Banastre Tarleton vid striden i South Carolina.
- 24 januari – En ny svensk religionsfrihetslag, det så kallade toleransediktet utfärdas. Katoliker och andra icke-lutherska kristna som har kommit till Sverige får fritt utöva sin religion, men svenskar straffas fortfarande om de konverterar till någon annan religion.

### Mars

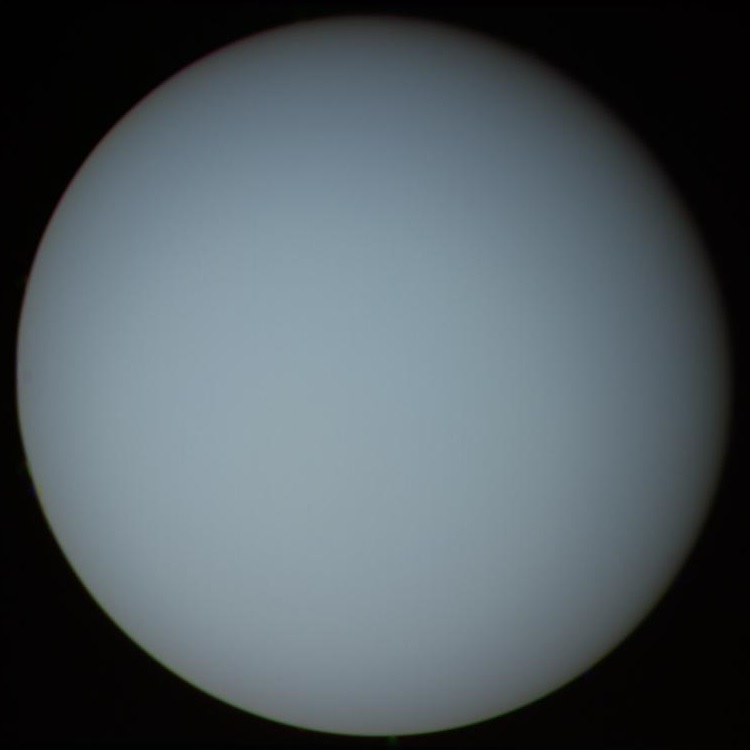
Uranus.

- 13 mars – William Herschel upptäcker planeten Uranus, som han kallar "Georgium Sidus" ("Georges stjärna") efter kung Georg III av Storbritannien.

### April
- 11 april – I Norge grundas Hedmarks amt.[1]

### Augusti
- 1 augusti – Den första fyren i världen med roterande spegelapparat sätts upp på tornet på Karlstens fästning i Sverige.[2]

### September
- 4 september – Los Angeles grundas.

### December
- December – En skola skapas i Washington County, Pennsylvania, USA.[3]
- 31 december – USA:s första centralbank, Bank of North America, grundas (se USA:s centralbankshistorik)

### Okänt datum
- Den tyska kyrkomusikern Johann Christian Friedrich Haeffner flyttar till Sverige.
- Överstyrelsen för Serafimerordensgillet medger att ett lasarett får skapas i Örebro. Örebro lasarett får från början sex sängplatser och utgör grunden till det nuvarande universitetssjukhuset.

## Födda

### Första kvartalet

#### Januari
- 24 januari – Louis Mathieu Molé, fransk politiker. (död 1855)

#### Februari
- 17 februari – René Laënnec, fransk läkare, uppfinnare av stetoskopet. (död 1826)

#### Mars
- 12 mars – Fredrika Dorotea Vilhelmina av Baden, drottning av Sverige 1797–1809, gift med Gustav IV Adolf. (död 1826)

### Andra kvartalet

#### April
- 1 april – Robert Lucas, amerikansk politiker. (död 1853)

#### Maj
- 6 maj – Karl Christian Friedrich Krause, tysk författare och filosof. (död 1832)
- 22 maj
  - Newton Cannon, amerikansk politiker. (död 1841)
  - Carl Otto Mörner, svensk friherre och militär. (död 1868)

#### Juni
- 9 juni – George Stephenson, brittisk ingenjör. (död 1848)
- 21 juni – Siméon Denis Poisson, fransk matematiker. (död 1840)

### Tredje kvartalet

#### Juli
- 5 juli – Thomas Stamford Raffles, brittisk kolonial administratör. (död 1826)

#### Augusti
- 23 augusti – Friedrich Tiedemann, tysk fysiolog och anatom. (död 1861)

#### September
- 3 september – Eugène de Beauharnais, styvson till Napoleon I. (död 1824)
- 26 september – Carl Fredrik af Wingård, svensk ärkebiskop 1839–1851. (död 1851)

### Fjärde kvartalet

#### Oktober
- 2 oktober – William Wyatt Bibb, amerikansk politiker. (död 1820)

#### November
- 20 november – Bartolomeo Pinelli, italiensk illustratör och gravör. (död 1835)

#### December
- 11 december – David Brewster, brittisk fysiker, matematiker och astronom. (död 1868)

### Okänt datum
- Jahonotin Uvaysiy, uzbekisk poet. (död 1845)

## Avlidna

### Första kvartalet

#### Januari
- 12 januari – Christen Hee, 69, dansk matematiker.
- 15 januari – Mariana Victoria av Spanien, 62, portugisisk drottning och regent.
- 21 januari – William Lewis, 72, brittisk kemist och läkare.

#### Februari
- 4 februari – Josef Mysliveček, 43, tjeckisk kompositör.
- 15 februari – Gotthold Ephraim Lessing, 52, tysk författare.
- 17 februari – Didrik Henrik Taube, 69, svensk greve och sjömilitär.
- 22 februari – Giovanni Maria Morlaiter, 82, italiensk skulptör.

#### Mars
- 8 mars – Anders Nicander, 73, svensk professor och författare.
- 17 mars – Johannes Ewald, 37, dansk poet.
- 18 mars – Anne Robert Jacques Turgot, 53, fransk politiker och nationalekonom.

### Andra kvartalet

#### April
- 15 april – Gustaf Johan Fast, svensk ornamentsbildhuggare.

#### Maj
- 14 maj – Jonas Ronander, 64, svensk silversmed.
- 16 maj – Carl Ferdinand Hommel, 59, tysk jurist.
- 18 maj – Túpac Amaru II, peruansk upprorsledare, avrättad.
- 27 maj – Giambatista Beccaria, 64, italiensk fysiker.

#### Juni
- 5 juni – Giovanni Ottavio Manciforte Sperelli, 51, italiensk kardinal.

### Tredje kvartalet

#### Juli
- 27 juli – Reinhold Anrep den yngre, 65, svensk militär.
- 29 juli – Johann Kies, 67, tysk astronom.

#### Augusti
- 16 augusti – Charles François de Broglie, 61, fransk greve och diplomat.

#### September
- 11 september – Johann August Ernesti, 74, tysk språkforskare och teolog.
- 30 september – Jean-Baptiste Le Prince, 47, fransk grafiker.

### Fjärde kvartalet

#### Oktober
- 16 oktober – Edward Hawke, 1:e baron Hawke, 76, brittisk sjömilitär.
- 22 oktober – Johann August Nahl den äldre, 71, tysk skulptör.

#### November
- 2 november – José Francisco de Isla, 78, spansk författare.
- 4 november
  - Faustina Bordoni, 84, italiensk sångare.
  - Johann Nikolaus Götz, 60, tysk poet och präst.
- 14 november – Gustaf Adolf Giertta, 54, svensk friherre och militär.
- 20 november – Arvid Silfverschiöld, 70, svensk friherre och ämbetsman.
- 21 november – Jean-Frédéric Phélypeaux de Maurepas, 80, fransk greve och politiker.

#### December
- 3 december – Carl Bergqvist, 70, svensk kopparstickare.
- 30 december
  - Sven Cederström, 71, svensk militär och ämbetsman.
  - John Needham, 68, brittisk naturforskare och präst.
  - Erik af Sotberg, 57, svensk språkforskare.

### Fotnoter
1. ↑  ”World Statesmen (läst 2 april 2011)”. http://www.worldstatesmen.org/Norway_counties.html.
2. ↑  ”Karlstens fyr”. Arkiverad från originalet den 1 december 2017. https://web.archive.org/web/20171201045633/http://paternoster.hagmanstorp.com/Carlstens%20fyr.htm.
3. ↑  ”History & Facts”. Washington & Jefferson College. Arkiverad från originalet den 7 september 2010. https://web.archive.org/web/20100907065345/http://www.washjeff.edu/content.aspx?section=372&menu_id=133&crumb=137&id=54.